# Rijksdagverkiezingen Weimarrepubliek

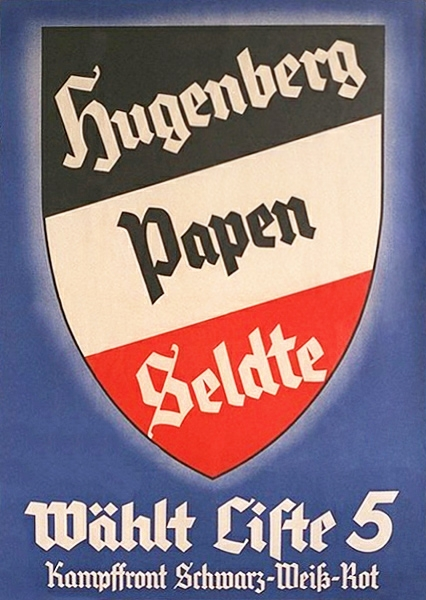
Verkiezingsposter van het rechtse Strijdfront Zwart-Wit-Rood (Kampffront Schwarz-Weiß-Rot) (1933)

Ten tijde van de Weimarrepubliek vonden er in Duitsland acht verkiezingen voor de Rijksdag plaats. In het Keizerrijk werd het parlement via een meerderheidsstelsel gekozen (kieskringen met één afgevaardigde, absolute meerderheid zo nodig in een tweede stemgang). Kenmerkend voor de verkiezing van de grondwetgevende vergadering in januari 1919 en voor de Rijksdagverkiezingen vanaf 1920 was het systeem van stelsel van evenredige vertegenwoordiging.

## Geschiedenis
In 1918 besloot de Raad van Volkscommissarissen het einde aan het meerderheidsstelsel toen hij de verkiezingen van de Nationale Vergadering van 1919 voorbereidde. Stemgerechtigd werden alle Duitse mannen en (voor het eerst) vrouwen van 20 jaar en ouder. Men koos in grote kieskringen met lijsten. Omdat sommige partijen niet in alle kieskringen een lijst hadden (bijvoorbeeld de rechts-liberalen, die zich nieuw moesten formeren) zijn de verkiezingen van 1919 niet helemaal betrouwbaar voor de eigenlijke sterkte van de partijen. De sociaaldemocraten (en de links-liberalen) konden de overgang van het oude meerderheidsstelsel naar het systeem van evenredige vertegenwoordiging, dat een betere partijorganisatie vereiste, het best aan.
In 1919 besloot de Nationale Vergadering om het systeem van evenredige vertegenwoordiging in de grondwet op te nemen. Het Reichstagswahlrecht van 1920 verschilde wel van het systeem voor de verkiezingen van de nationale vergadering. Gekozen werd in grote kieskringen met lijsten, maar via het absolute systeem: op iedere 60.000 stemmen kwam één rijksdagafgevaardigde. Bij een hoge stemopkomst waren er dus in totaal meer parlementsleden dan bij een lage.
De stemmen werden eerst in de kieskring verdeeld. Reststemmen werden dan op een hoger regionaal niveau verdeeld, en daarna nog op national niveau (rijkslijsten). De lijsten waren inflexibel, de kiezer kon dus alleen op een partij en niet op een persoon stemmen.
De Nationale Vergadering diende ook als parlement, ook nadat de nieuwe grondwet in augustus 1919 tot stand was gekomen. De centrumlinkse regeringspartijen wilden de verkiezingen voor een nieuwe Rijksdag (de laatste was in 1912 gekozen) graag uitstellen, maar de rechtse putsch-poging van maart 1920 toonde onder meer de onvrede daarover. Bij de Rijksdagverkiezingen van juni 1920 verloor de coalitie van Weimar (sociaaldemocraten, katholiek Zentrum en links-liberalen) voorgoed haar absolute meerderheid. De typische coalitie van Weimar werd een minderheidskabinet van Zentrum en de twee liberale partijen. Alle rijksdagen in de Weimarrepubliek werden voortijdig ontbonden.
In september 1930 werd de formatie van een regering nog moeilijker nadat de nationaalsocialisten 18 procent van de stemmen hadden gekregen. De verkiezingen van juli 1932 maakten het regeren zelfs onmogelijk omdat nationaalsocialisten en communisten samen meer dan vijftig procent hadden.
De laatste verkiezingen van de Weimarrepubliek, van maart 1933, zijn al niet meer geheel vrij te noemen. Toch kon Hitler, de rijkskanselier sinds 30 januari 1933, ondanks terreur geen absolute meerderheid verkrijgen. Die had hij wel met zijn conservatieve coalitiepartner, die de gevaarlijkheid van de nationaalsocialisten onderschatten.

## Overzicht van Rijksdagverkiezingen ten tijde van de Weimarrepubliek
- Verkiezing van de Nationale Vergadering van Weimar 1919
- Rijksdagverkiezingen van 1920
- Rijksdagverkiezingen van mei 1924
- Rijksdagverkiezingen van december 1924
- Rijksdagverkiezingen van 1928
- Rijksdagverkiezingen van 1930
- Rijksdagverkiezingen van juli 1932
- Rijksdagverkiezingen van november 1932
- Rijksdagverkiezingen van 1933